# جورج إم. باش
جورج إم. باش (بالإنجليزية: George M. Bache)‏ هو ضابط أمريكي، ولد في 12 نوفمبر 1840 في واشنطن العاصمة في الولايات المتحدة، وتوفي في 11 فبراير 1896 في مقبرة الكونغرس ‏ في الولايات المتحدة.